# Fontána Masini
Masiniho fontána (Fontana Masini) je monumentální fontána na náměstí Piazza del Popolo ve městě Cesena.

## Historie
Již Malatesta Novello pojal myšlenku zkrášlit náměstí Piazza Maggiore fontánou, ale na naplnění svého snu si musel počkat déle než sto let.
Fontánu navrhl v roce 1588 malíř a architekt Francesco Masini, práci na návrhu vodoinstalací započal Thomas Laureti v letech 1581-1583, 1586-1590, následně fontánu postavil kameník Domenico Montevecchio s pomocníky a v roce 1591 z fontány konečně začala tryskat voda.
Legenda praví, že se Masini fontánou natolik chlubil a že Cesena se stala předmětem takové závisti v okolních městech, že Masinimu byly amputovány obě ruce. Vzhledem k tomu, že neexistují žádné historické důkazy, příběh zdůrazňuje, jak velkou lásku Cesena k fontáně chovala a jak skvěle se fontána během století dochovala.

## Architektura
Nejznámější symbol Ceseny představuje krásný příklad manýristické architektury a sochařství, pocházející ze stejné doby, jako boloňský „Neptun“ (Nettuno), od něhož se ovšem výrazně odlišuje zejména výzdobou.
Fontána je postavena z istrijského kamene, tři schody ji vynášejí na úroveň náměstí Piazza del Popolo, na každé straně ji zdobí vinutý sloup završený lomeným trojúhelníkovitým štítem s erbem: severní strana je věnována papeži Sixtu V a ve svrchní části je umístěna korouhev města, další strany připomínají papežského legáta a kardinála Guida Ferreriho, legáta Antonia Mariu Galliho a papežského legáta a kardinála Domenica Pinelliho. Čtyři vinuté hermovky v rozích nesou tritony, z jejichž lastur proudí voda.
V roce 2010 byla dokončena rozsáhlá renovace fontány, která jí vrátila její bývalou nádheru a původní bílou barvu, kterou se istrijský kámen typicky vyznačuje. Dnes můžeme opět obdivovat slavnou památku a její přesvědčivě ztvárněnou sochařskou výzdobu pod vodními tryskami.

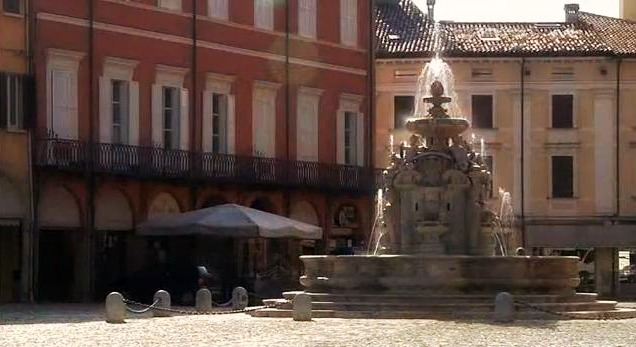
Masiniho fontána
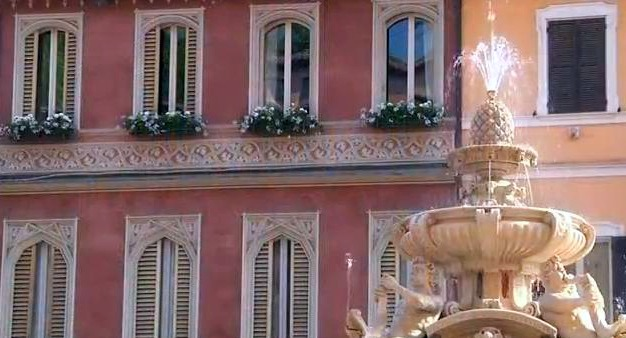
Detailní snímek fontány